# 异羟肟酸

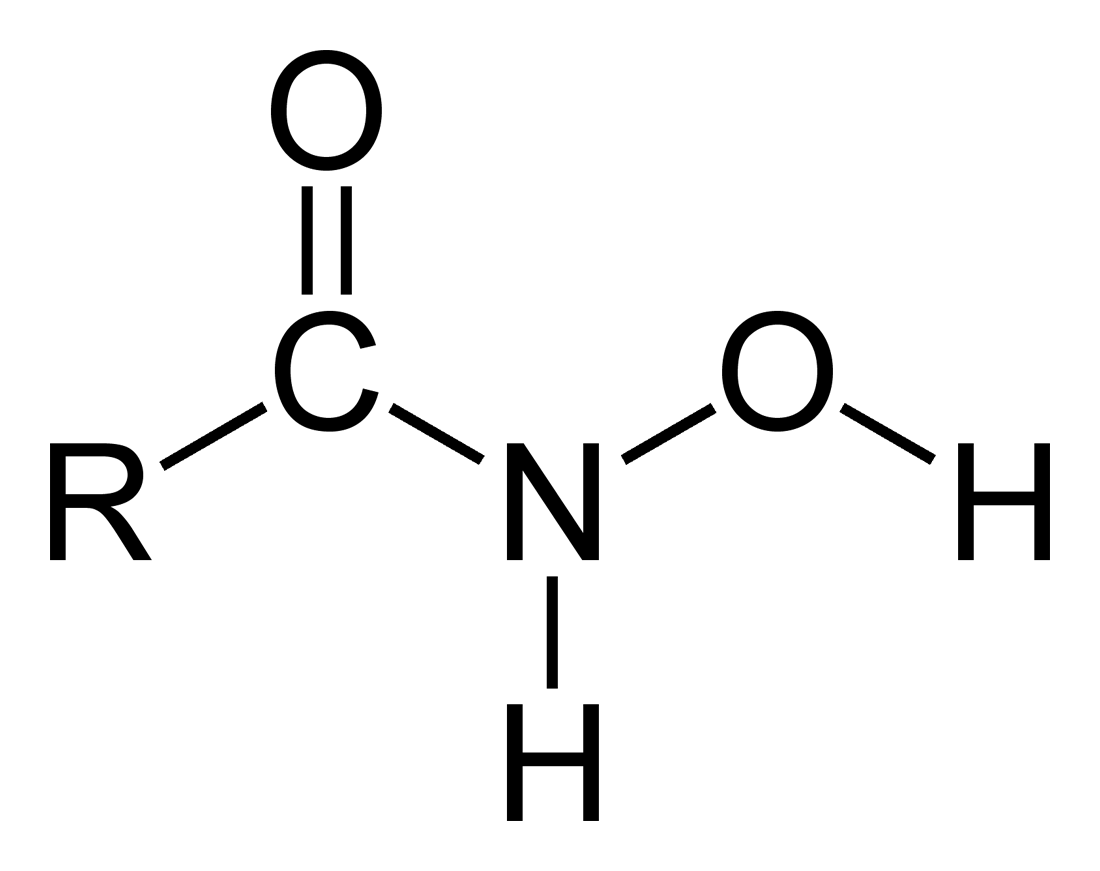
异羟肟酸

异羟肟酸（英語：Hydroxamic acid），也称酰基羟胺，是具有-C(=O)-NH-OH结构的化合物，具弱酸性。可通过用醛为原料发生Angeli-Rimini反应，或以羟胺为原料制备：
R-C(=O)-Cl + H2NOH → R-C(=O)-NH-OH
R-C(=O)-OR' + H2NOH → R-C(=O)-NH-OH
异羟肟酸容易水解为羧酸和羟胺，可发生Lossen重排反应生成异氰酸酯：
异羟肟酸及衍生物可用作螯合剂、矿物浮选剂及用于鉴定金属离子。